# Gidas Umbri
Gidas Umbri (* 31. Oktober 2001 in Radviliškis, Litauen) ist ein italienischer Radrennfahrer, der auf Bahn und Straße aktiv ist.

## Sportlicher Werdegang
Im Januar 2020 gehörte Gidas Umbri mit Carloalberto Giordani, Giulio Masotto und Davide Boscaro zum italienischen Vierer, der beim Lauf des Bahnrad-Weltcups im kanadischen Milton Zweiter wurde. Später im Jahr errang er zwei weitere Silbermedaillen bei internationalen Wettbewerben in der Mannschaftsverfolgung: mit Davide Boscaro, Jonathan Milan und Tommaso Nencini in der Mannschaftsverfolgung der Junioren-Europameisterschaften sowie mit Francesco Lamon, Stefano Moro und Jonathan Milan bei den Europameisterschaften der Elite. 2021 belegte der italienische U23-Vierer mit Umbri, Boscaro, Nencini und Manlio Moro bei den U23-Europameisterschaften Rang drei.

## Familiärer Hintergrund
Anfang der 2010er Jahre kam Gidas Umbri zusammen mit drei weiteren Geschwistern aus Litauen nach Italien, wo sie von zwei verschiedenen Familien aus Borgo Santa Maria, Provinz Pesaro und Urbino, adoptiert wurden. Gidas wurde von einer radsportbegeisterten Familie angenommen, und auch sein jüngerer leiblicher Bruder Marco Ragnetti wurde als Radsportler aktiv. Im März 2022 kam Marco auf dem Schulweg ums Leben: Weil die Busfahrer streikten, war der 16-Jährige ausnahmsweise mit seinem Motorroller unterwegs und prallte damit gegen einen Lastwagen. Wenige Stunden später starb er im Krankenhaus von Pesaro.

## Erfolge

### Bahn
2020
- Junioren-Europameisterschaft – Mannschaftsverfolgung (mit Davide Boscaro, Jonathan Milan und Tommaso Nencini)
- Europameisterschaft – Mannschaftsverfolgung (mit Francesco Lamon, Stefano Moro und Jonathan Milan);

2021
- U23-Europameisterschaft – Mannschaftsverfolgung (mit Davide Boscaro, Tommaso Nencini und Manlio Moro)